# 3026 Сарастро
3026 Сарастро (3026 Sarastro) — астероїд головного поясу, відкритий 12 жовтня 1977 року.
Тіссеранів параметр щодо Юпітера — 3,221.